# Deutsche Cadre-47/2-Meisterschaft 1989/90

Veranstaltungsort: Bochum

Die Deutsche Cadre-47/2-Meisterschaft 1989/90 ist eine Billard-Turnierserie und fand vom 19. bis zum 20. Januar 1990 in Bochum zum 58. Mal statt.

## Geschichte
Örtlicher Organisator und Ausrichter im Auftrag des Deutschen Billard-Bunds (DBB) war der Billardkreis Bochum.
Mit einer souveränen Leistung in der K.o.-Runde sicherte sich Thomas Wildförster seinen vierten Deutschen Meistertitel im Cadre 47/2. Platz zwei aus dem Vorjahr verteidigte der junge Volker Baten aus Bochum vor seinem Vereinskollegen Fabian Blondeel. Einen ganz hervorragenden Eindruck hinterließ der erst 18-jährige Essener Martin Horn, der für den BSV Velbert spielte. Die kompletten Ergebnisse wurden in der Deutschen Billardzeitung leider nicht übermittelt.

## Modus
Gespielt wurden drei Vorrundengruppen bis 200 Punkte. Die drei Gruppensieger und der beste Zweite spielten im K.-o.-System bis 300 Punkte den Sieger aus. Das gesamte Turnier wurde mit Nachstoß gespielt. Die Endplatzierung ergab sich aus folgenden Kriterien:
1. Matchpunkte
2. Generaldurchschnitt (GD)
3. Höchstserie (HS)

## Turnierverlauf

### Gruppenphase
| MP    | Match Points (Sieger = 2; Unentschieden = 1; Verlierer = 0) |
| Pkte. | Erzielte Karambolagen                                       |
| Aufn. | Benötigte Versuche                                          |
| GD    | Generaldurchschnitt                                         |
| BED   | Bester Einzeldurchschnitt eines Spielers                    |
| HS    | Höchstserie                                                 |
|       | Bester GD des Turniers                                      |
|       | Bester ED des Turniers                                      |
|       | Beste HS des Turniers                                       |
|       | 1. Platz (Gold)                                             |
|       | 2. Platz (Silber)                                           |
|       | 3. Platz (Bronze)                                           |

| Platz | Name                     | MP  | Pkte. | Aufn. | GD    | BED    | HS  |
| ----- | ------------------------ | --- | ----- | ----- | ----- | ------ | --- |
| 1     | Klaus Hose (Bochum)      | 6:0 | 600   | 14    | 42,85 | 66,66  | 177 |
| 2     | Fabian Blondeel (Bochum) | 4:2 | 581   | 13    | 44,69 | 100,00 | 163 |
| 3     | Martin Horn (Velbert)    | 2:4 | 556   | 10    | 55,60 | 100,00 | 172 |
| 4     | Manfred Getz (Bochum)    | 0:6 |       |       | 3,28  | –      | 9   |

| Platz | Name                         | MP  | Pkte. | Aufn. | GD    | BED    | HS  |
| ----- | ---------------------------- | --- | ----- | ----- | ----- | ------ | --- |
| 1     | Volker Baten (Bochum)        | 6:0 | 600   | 10    | 60,00 | 100,00 | ?   |
| 2     | Thomas Wildförster (Essen)   | 4:2 | 543   | 15    | 36,20 | ?      | ?   |
| 3     | Stefan Galla (Gelsenkirchen) | 2:4 |       |       | 16,94 | 33,33  | 140 |
| 4     | Dieter Steinberger (Kempten) | 0:6 |       |       | 11,37 | –      | 66  |

### Finalrunde
| Halbfinale         |     |               |   |        |        |     |
| Klaus Hose         | 0:2 | 0             | 1 | 0,00   | –      | 0   |
| Thomas Wildförster | 2:0 | 300           | 1 | 300,00 | 300,00 | 300 |
| Volker Baten       | 2:0 | 300(30/30/30) | 5 | 60,60  | 60,00  | 196 |
| Fabian Blondeel    | 0:2 | 300(30/30/7)  | 5 | 60,00  | 60,00  | 151 |
| Spiel um Platz 3   |     |               |   |        |        |     |
| Klaus Hose         | 0:2 | 138           | 4 | 34,50  | –      | 133 |
| Fabian Blondeel    | 2:0 | 300           | 4 | 75,00  | 75,00  | 142 |
| Finale             |     |               |   |        |        |     |
| Thomas Wildförster | 2:0 | 300           | 2 | 150,00 | 150,00 | 224 |
| Volker Baten       | 0:2 | 2             | 2 | 1,00   | –      | 2   |

### Abschlusstabelle
| MP    | Match Points (Sieger = 2; Unentschieden = 1; Verlierer = 0) |
| Pkte. | Erzielte Karambolagen                                       |
| Aufn. | Benötigte Versuche                                          |
| GD    | Generaldurchschnitt                                         |
| BED   | Bester Einzeldurchschnitt eines Spielers                    |
| HS    | Höchstserie                                                 |
|       | Bester GD des Turniers                                      |
|       | Bester ED des Turniers                                      |
|       | Beste HS des Turniers                                       |
|       | 1. Platz (Gold)                                             |
|       | 2. Platz (Silber)                                           |
|       | 3. Platz (Bronze)                                           |

| Klassement                 | Klassement                   | Klassement | Klassement | Klassement | Klassement | Klassement | Klassement | Klassement |
| Platz                      | Name                         | MP         | Pkte.      | Aufn.      | GD         | BED        | HS         |            |
| -------------------------- | ---------------------------- | ---------- | ---------- | ---------- | ---------- | ---------- | ---------- | ---------- |
| 1                          | Thomas Wildförster (Velbert) | 8:2        | 1143       | 18         | 63,50      | 300,00     | 300        |            |
| 2                          | Volker Baten (Bochum)        | 8:2        | 902        | 17         | 53,05      | 100,00     | 196        |            |
| 3                          | Fabian Blondeel (Bochum)     | 6:4        | 1181       | 22         | 53,68      | 100,00     | 163        |            |
| 4                          | Klaus Hose (Bochum)          | 6:4        | 738        | 19         | 38,84      | 66,66      | 177        |            |
| 5                          | Martin Horn (Velbert)        | 2:4        | 556        | 10         | 55,60      | 100,00     | 172        |            |
| 6                          | Stefan Galla (Gelsenkirchen) | 2:4        |            |            | 16,94      | 33,33      | 140        |            |
| 7                          | Dieter Steinberger (Kempten) | 0:6        |            |            | 11,37      | –          | 66         |            |
| 8                          | Manfred Getz (Duisburg)      | 0:6        |            |            | 3,28       | –          | 9          |            |
| Turnierdurchschnitt: 39,78 |                              |            |            |            |            |            |            |            |